# ريكاردو لوكاس
ريكاردو لوكاس (بالبرتغالية: Ricardo Lucas) ويلقبه الجمهور البرازيلي حينها «دودو» ، من مواليد 2 مايو 1974م، ولد ونشأ في مدينة ساو باولو البرازيلية، وهو لاعب كرة قدم محترف ومهاجم.

## سجلات اللاعب
احصائية شاملة للاعب دودو.
| سجلات النادي             | سجلات النادي             | سجلات النادي             | الدوري | الدوري  |
| الموسم                   | النادي                   | الدوري                   | الظهور | الأهداف |
| البرازيل                 | البرازيل                 | البرازيل                 | الدوري | الدوري  |
| ------------------------ | ------------------------ | ------------------------ | ------ | ------- |
| 1994                     | فلومينينسي               | درجة أولى                | 0      | 0       |
| 1995                     | ساو باولو                | درجة أولى                | 2      | 1       |
| 1996                     | بارانا                   | درجة أولى                | 0      | 0       |
| 1996                     | ساو باولو                | درجة أولى                | 0      | 0       |
| 1997                     | ساو باولو                | درجة أولى                | 22     | 21      |
| 1998                     | سانتوس                   | درجة أولى                | 22     | 10      |
| 1999                     | سانتوس                   | درجة أولى                | 21     | 13      |
| 2000                     | سانتوس                   | درجة أولى                | 24     | 10      |
| 2001                     | سانتوس                   | درجة أولى                | 0      | 0       |
| 2001                     | بوتافوغو                 | درجة أولى                | 15     | 6       |
| 2002                     | بوتافوغو                 | درجة أولى                | 0      | 0       |
| 2002                     | بالميراس                 | درجة أولى                | 16     | 3       |
| كوريا الجنوبية           | كوريا الجنوبية           | كوريا الجنوبية           | الدوري | الدوري  |
| 2003                     | أولسان هيونداي هورانغي   | الدوري الكوري            | 44     | 27      |
| 2004                     | أولسان هيونداي هورانغي   | الدوري الكوري            | 18     | 6       |
| اليابان                  | اليابان                  | اليابان                  | الدوري | الدوري  |
| 2005                     | أويتا ترينيتا            | درجة أولى                | 15     | 3       |
| البرازيل                 | البرازيل                 | البرازيل                 | الدوري | الدوري  |
| 2005                     | غوياس                    | درجة أولى                | 15     | 4       |
| 2006                     | بوتافوغو                 | درجة أولى                | 12     | 8       |
| الإمارات العربية المتحدة | الإمارات العربية المتحدة | الإمارات العربية المتحدة | الدوري | الدوري  |
| 2006/07                  | العين                    | دوري الإمارات            | 0      | 0       |
| البرازيل                 | البرازيل                 | البرازيل                 | الدوري | الدوري  |
| 2007                     | بوتافوغو                 | درجة أولى                | 27     | 15      |
| 2008                     | فلومينينسي               | درجة أولى                | 16     | 5       |
| البلد                    | البرازيل                 | البرازيل                 | 192    | 96      |
| البلد                    | كوريا الجنوبية           | كوريا الجنوبية           | 62     | 33      |
| البلد                    | اليابان                  | اليابان                  | 15     | 3       |
| البلد                    | الإمارات العربية المتحدة | الإمارات العربية المتحدة | 0      | 0       |
| المجموع                  | المجموع                  | المجموع                  | 269    | 132     |

## المصدر
1. ↑  ريكاردو لوكاس على فرق كرة القدم الوطنية.كوم

## وصلات خارجية
- (بالإنجليزية) sambafoot.com
- (بالبرتغالية) dodo10.com
- (بالبرتغالية) canalbotafogo.com
- (بالبرتغالية) CBF نسخة محفوظة 30 سبتمبر 2007 على موقع واي باك مشين.
- (بالإنجليزية) youtube.com
- (بالبرتغالية) Botafogo libera atletas antes do fim do Brasileirão
- قالب:K-League Profile
- ريكاردو لوكاس على موقع رابطة كرة القدم اليابانية للمحترفين (اليابانية)
- ريكاردو لوكاس على موقع دوري كوريا الجنوبية (الإنجليزية)
- ريكاردو لوكاس على موقع قاعدة بيانات كرة القدم.إي يو (الإنجليزية)
- ريكاردو لوكاس على موقع ناشيونال فوتبول تيمز (الإنجليزية)
- ريكاردو لوكاس على موقع Soccerway.com (الإنجليزية)
- ريكاردو لوكاس على موقع عالم كرة القدم.نت (الإنجليزية)
- (بالبرتغالية) Portuguesa squad